# 3084 Kondratyuk
3084 Kondratyuk (1977 QB1) là một tiểu hành tinh vành đai chính được phát hiện ngày 19 tháng 8 năm 1977 bởi N. Chernykh ở Nauchnyj.